# Joseph David
Joseph-Pierre-Louis David (ur. 21 listopada 1882 w Serre-Nerpol, zm. 26 września 1955) – francuski historyk, orientalista, wykładowca Uniwersytetu Jagiellońskiego i Uniwersytetu w Coimbrze, ksiądz katolicki.

## Życiorys
Studiował na uniwersytetach w Grenoble, Paryżu i Rzymie. W 1908 przyjął święcenia kapłańskie. Podczas I wojny światowej brał udział w działaniach wojennych, początkowo jako żołnierz, a następnie jako kapelan. 
Po zakończeniu wojny David do 1922 przydzielony był do seminarium w Grenoble, gdzie prowadził wykłady z dziejów Kościoła. Następnie wytypowany został na członka misji francuskiego Ministerstwa Spraw Zagranicznych, mającej na celu pomoc w tworzeniu instytucji szkolnictwa wyższego w niepodległej Polsce. W 1922 znalazł się w Krakowie, gdzie na Wydziale Filozoficznym Uniwersytetu Jagiellońskiego prowadził wykłady z dziejów starożytnych cywilizacji orientalnych. Wykładał również historię średniowiecznej literatury francuskiej. Prowadził badania z zakresu dziejów Polski Średniowiecznej. W 1934 został członkiem korespondentem Polskiej Akademii Nauk. Był współzałożycielem Centre d'Etudes Franco-Polonais de Recherches Historiques w Krakowie. W 1939 opuścił Polskę; w trakcie wojny pełnił funkcję łącznika między rządem francuskim a polskim rządem na wychodźstwie. Po ataku Niemiec na Francję przedostał się do Portugalii, gdzie podjął pracę na uniwersytecie w Coimbrze.
Po zakończeniu II wojny światowej wielokrotnie ubiegał się o pozwolenie na powrót do Polski, za każdym razem spotykając się odmową ze strony polskich władz. Pod koniec życia pozostawał w Coimbrze, pełniąc służbę jako kapelan jednego z zakonów żeńskich. Zmarł podczas wizyty we Francji, został pochowany na cmentarzu w rodzinnym Serre-Nerpol. Część jego spuścizny, w tym notatki z wykładów prowadzonych w Krakowie, znajduje się w posiadaniu Działu Rękopisów Biblioteki Jagiellońskiej. Z kolei księgozbiór Davida znalazł się w bibliotece opactwa benedyktynów w Tyńcu.

## Odznaczenia
- Order Odrodzenia Polski (1930)[6]
- Order Narodowy Legii Honorowej (1933)[6]